# Aarhus Havn

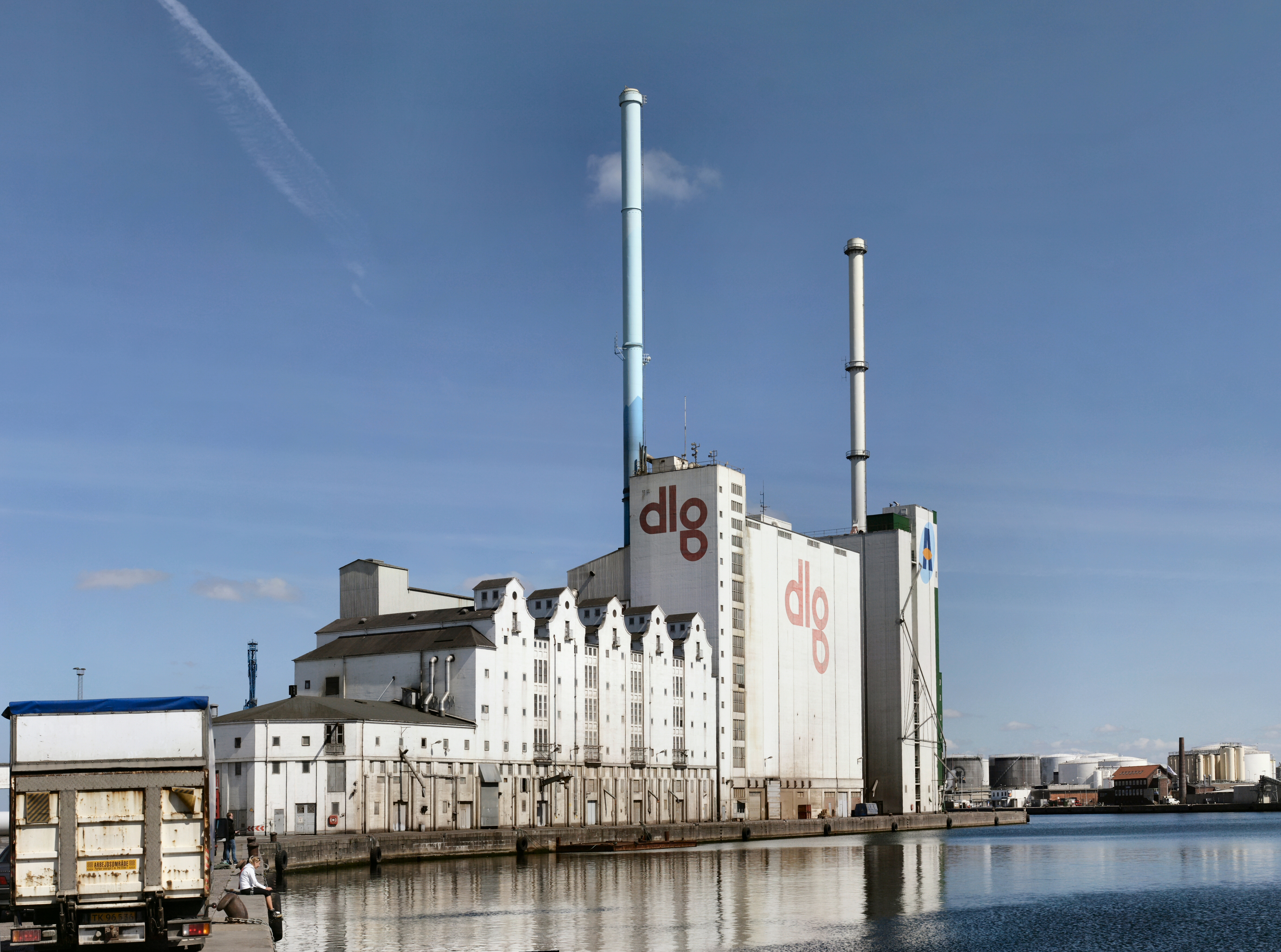
Die „fünf Schwestern“ (De fem Søstre) an der Sydhavnsgade: Silo der Dansk Landbrugs Grovvareselskab

Der Aarhus Havn (deutsch Hafen Aarhus) ist der zweitgrößte Hafen und der größte Containerhafen in Dänemark. Die kommunale Betreibergesellschaft arbeitet als selbstständiges Unternehmen. Der siebenköpfige Vorstand wird vom Bürgermeister der Kommune Aarhus geleitet; ihm gehören außerdem zwei Stadtverordnete, drei Fachleute und ein Arbeitnehmervertreter an. Das Tagesgeschäft obliegt der Hafendirektion aus Hafendirektor Jakob Flyvbjerg Christensen und drei Abteilungsleitern.
Auf einer Fläche von 260 Hektar mit neun Kilometer Kai arbeiten rund 5000 Beschäftigte in etwa 150 Privatunternehmen, die sich mit Shipping, Handel, Transport und Lagerung befassen. Dazu befinden sich im Hafengebiet größere Fabrikanlagen. Das Containerareal umfasst 75 Hektar und hat Kaianlagen in einer Länge von 1,3 Kilometern. Mit einer Wassertiefe von bis zu 14 Metern kann der Hafen auch von großen Seeschiffen angelaufen werden.

## Geschichte

### Anfänge
Der Hafen von Aarhus wird als einer der ältesten Häfen Dänemarks angesehen. Die Stadt und deren Hafen entstanden an der Mündung der Au Aarhus Å, die durch das bewaldete Ådalen („Autal“) fließt. Von der Au und seiner Mündung leitet sich auch der Name der Stadt ab (vergleiche dänisch: Å für „Au“). Bereits für das 11. Jahrhundert wird dem Hafen eine wichtige Rolle für den Seeschiffsverkehr zugeschrieben, wobei er ursprünglich nur ein einfacher Ankerplatz war. Im Mittelalter waren die Auen, bedingt durch die Bauweise der Bootstypen, für das Anlegen besser geeignet als die offene Küste und die Århus Å war tief genug für die flachbödigen Handels- und Kriegsschiffe. Ab dem 15. Jahrhundert wurde daraus dann eine Anlegestelle, die sich von der Furt Immervad in Richtung Meer zu einem Hafen ausdehnte. Die Brücke Mindebro von 1634 bildete die Grenze, bis zu der große Segelschiffe in den Auhafen hineingelangen konnten.

### 19. Jahrhundert

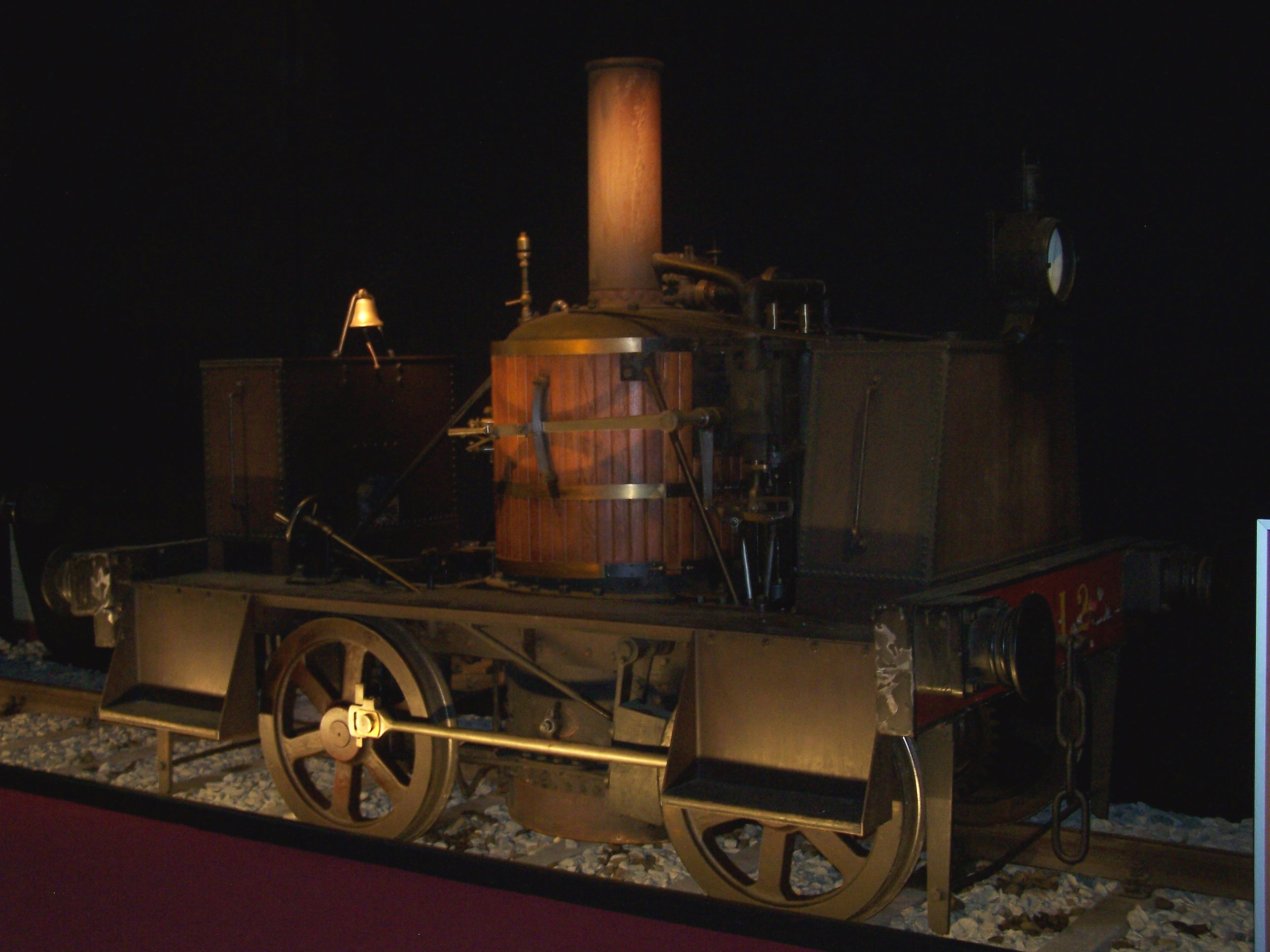
Gamle Ole, eine Rangierlokomotive aus dem Jahr 1869

Am 10. Mai 1845 wurde die Genehmigung erteilt, den Hafen durch den Bau zweier Molen in die Århusbucht auszuweiten. Dadurch entstand von 1845 bis 1861 mit dem Bau der „Südermole“, dem jetzigen Mellemarmen („Zwischenarm“) und der „Mittelmole“ (heute Pier 2) das erste eigentliche Hafenbecken. Das zweite Becken wurde von 1883 bis 1890 mit dem Bau der „Nordermole“ geschaffen. Die beiden Hafenbecken bilden den heutigen Nordhafen (Nordhavnen). Die Norder- und Mittelmole wurden später durch den Pier 2 ersetzt. Im 19. Jahrhundert wurden erstmals Dampflokomotiven für den Rangierbetrieb mit Güterwagen eingesetzt. Die Rangierlokomotive „Gamle Ole“ von 1869 ist heute eine der ältesten erhaltenen Dampflokomotiven. Das Fahrzeug ist die älteste betriebsbereite Lokomotive in Dänemark.

### 20. Jahrhundert
Mit dem Bau der „Ostmole“ von 1905 bis 1911 wurde ein drittes Hafenbecken geschaffen, und der Südhafen entstand, der später mit dem Kornpier und dem Mellemarmen ausgeweitet wurde. 1913 wurde die Werft Hans Nielsen Maskinkompagni gegründet, deren Folgeunternehmen bis 2009 im Schiffbau tätig waren. Der Fischerei- und Yachthafen wurde von 1930 bis 1933 gebaut, während der Ölhafen kurz vor dem Ausbruch des Zweiten Weltkriegs fertiggestellt wurde.
Ab der Mitte des 20. Jahrhunderts wurde der Nordhafen bedeutend erweitert. Der Pier 4 mit dem Containerterminal Nord wurde 1974 eröffnet und ist mehrmals ausgebaut worden, um mit dem wachsenden Containerumschlag Schritt zu halten. Mit dem Bau des Osthafens im Jahr 1975 wurde neben dem Tankschiffkai und Kohleterminal ein Multiterminal angelegt, der mit 13,5 Metern Wassertiefe insbesondere von großen Massengutfrachtern genutzt werden kann. Der Kohleterminal wurde 1994 zum Massengutterminal umgerüstet. 1998 wurde mit der Erweiterung des Osthafens begonnen. So kann der Containerterminal Ost seit April 2001 unter anderem von der Reederei Mærsk Line genutzt werden, um ihren Linienverkehr in den Fernen Osten zu betreiben. Das frühere Werftgebiet im Südhafen beherbergt heute neben anderen Nachnutzern ein Spezialterminal, wo unter anderem Windenergieanlagen verladen werden. Nach dem Regionalplan der Kommune Aarhus von 2003 sollte ein Teil des Hafengebietes auf einer Strecke von Tangkrog im Süden bis Risskov im Norden in der Zukunft für städtische Zwecke umgestaltet werden.

## Transport
Über die Hälfte des dänischen Handelsverkehrs nach Übersee werden über den Hafen von Aarhus abgewickelt. Er bildet einen wichtigen Knotenpunkt zum Umschlagen von Gütern aus der ganzen Ostseeregion. Als solcher geht er via Eisen- und Autobahn einher mit dem übergeordneten Transportnetzwerk in der Europäischen Union. Containerschiffe aus dem Überseeverkehr laufen den Hafen an, um Güter umzuschlagen, die mit Feederschiffen aus Ostseeanrainerstaaten von und nach Aarhus weitertransportiert werden.
Im Durchschnitt wird der Hafen jährlich von über 8000 Schiffen angelaufen, wobei es im Jahr 2009 einen Rückgang auf etwa 7000 Schiffe gab. Auch der Güterumschlag fiel 2009 von zwölf auf neun Millionen Tonnen, was den stärksten Rückgang in der Geschichte des Hafens bedeutete. Containerschiffe im Linienverkehr und Frachtfähren machen mehr als die Hälfte des Umschlags aus, während sich der Rest auf den Transport von Futtermittel, Kohle, pflanzliche und mineralische Ölprodukte verteilt. Auch Teile von Windenergieanlagen werden transportiert. Containerterminals liegen an den Piers 3 und 4 im Nordhafen. Allerdings sind die Hafenaktivitäten der beiden Piers im Jahr 2007 zum neuen Containerterminal in den Osthafen verlagert worden. Den zentralen Teil des Hafens macht der Öl- und Benzinhafen aus, wo mit Ölprodukten, Zement, Molasse und ähnlichem hantiert wird. Am Multiterminal werden unter anderem Futtermittel geladen. Im Osthafen werden Stückgüter umgeschlagen.

## Fähr- und Kreuzfahrthafen
Darüber hinaus ist der Hafen ein bedeutender Fährhafen mit Verbindungen zur Insel Seeland und Anlaufstation für Kreuzfahrtschiffe. In der Sommersaison 2009 legten 15 Kreuzfahrtschiffe mit 22.000 Gästen im Hafen an.
Von 1960 bis 1966 fuhren Fähren zum schwedischen Halmstad, von 1961 bis 1968 zur norwegischen Hauptstadt Oslo. Die Fähranleger für Linienschiffe der DFDS nach Kopenhagen wurden 1970 stillgelegt, die Hafenstation der dänischen Staatsbahnen für Fähren nach Kalundborg und Samsø 1997. Im Jahr 1991 wurde eine Linie mit Schnellfähren zwischen Aarhus und Kalundborg eröffnet, die 1999 um den Fährhafen Odden Færgehavn erweitert wurde. 2002 zog die Reederei Molslinjen mit Passagier- und Frachtfähren vom Innenhafen zu einem neugebauten Fährterminal am Pier 3. Die Route Aarhus–Kalundborg wurde im September 2011 von der Gesellschaft Kattegatruten der Flensburger Förde Reederei Seetouristik übernommen, jedoch zum 12. Oktober 2013 endgültig eingestellt.
2016 legten erstmals AIDA-Kreuzfahrtschiffe in Århus an.
Seit Mai 2021 verkehrt der Katamaran Lilleøre zwischen Aarhus und Sælvig auf der Insel Samsø.

## Ansässige Unternehmen
- Aarhus Flydedok betrieb eine Werft, die von 1913 bis 2009 bestand.
- Der Verlag der Zeitung Jyllands-Posten hat seinen Sitz seit 2020 am Hafen.[9]